# Новопсковська селищна територіальна громада
Новопсковська селищна територіальна громада — територіальна громада в Україні, в Старобільському районі Луганської області. Адміністративний центр — селище Айдар. Не зважаючи на перейменування адміністративного центру, територіальна громада не була перейменована, оскільки наразі відсутні правові підстави і механізми для перейменування територіальних громад.
Площа громади — 226,04 км², населення — 12 072 мешканці (2018).
Утворена 13 липня 2015 року шляхом об'єднання Новопсковської селищної та Осинівської сільської рад Новопсковського району.
Розпорядженням керівника Луганської ОВЦА 13 липня було створено Новопсковську селищну громаду. 21 серпня розпорядження про утворення громади скасоване. Це пов'язано з тим, що керівники військово-цивільних адміністрацій не мають повноважень створювати об'єднані громади.
5 вересня 2015 року набув чинності Закон України № 676-VIII «Про внесення змін до деяких законів України щодо організації проведення перших виборів депутатів місцевих рад та сільських, селищних, міських голів», згідно з яким об'єднана територіальна громада вважається утвореною з дня набрання чинності рішеннями всіх рад, що ухвалили рішення про добровільне об'єднання територіальних громад за умови відповідності цих рішень висновку ОДА. 7 вересня на виконання цього Закону ЦВК призначила перші вибори у 85 громадах, у тому числі і в Новопсковській.
Територія громади затверджена у 2020 році шляхом об'єднання Новопсковської селищної та Ганусівської, Донцівської, Заайдарівської, Закотненської, Кам'янської, Новорозсошанської, Осинівської, Пісківської, Риб'янцівської, Рогівської сільських рад Новопсковського району.
Герб Новопсковської селищної територіальної громади затверджено 28 березня 2019 року.

## Населені пункти
До складу громади входять: селище Айдар та села Булавинівка, Ганусівка, Горіхове, Донцівка, Заайдарівка, Закотне, Ікове, Кам'янка, Лисогорівка, Макартетине, Осинове, Пантюшине, Піски, Писарівка, Плотина, Риб'янцеве, Рогове, Солоне, Степне, Хворостяне.